# ورنر إرهارد
ورنر إرهارد (بالإنجليزية: Werner Erhard) هو مؤلف ومحاضر أمريكي، ولد في 5 سبتمبر 1935 في فيلادلفيا في الولايات المتحدة. أسس ورنر إرهارد في عام 1977 بالتعاون مع جون دنفر وروبرت فولر وغيرهما مشروع مكافحة الجوع (THP)، هذا المشروع هو منظمة غير حكومية معتمدة من قبل الأمم المتحدة، يشارك فيها ويدعمها أكثر من أربعة ملايين شخص وتهدف لمكافحة الجوع في كافة أنحاء العالم.
في عام 1991 تقاعد إرهارد من المؤسسة التي أنشأها عام 1991، وباع ملكيته الفكرية لموظفيه، والذين أسسوا بعد ذلك مؤسسة لاندمارك التعليمية، والتي أعيدت تسميتها في عام 2013 لمؤسسة لاندمارك العالمية، وما زال إرهارد يقدم المشورة للمؤسسة من حين لآخر.

## النشأة
وُلد جون بول روزنبرغ في مدينة فيلادلفيا بولاية بنسلفانيا بتاريخ 5 سبتمبر عام 1935. كان والده صاحب مطعم صغير ترك اليهودية لينضم إلى زوجته المسيحية، اتفق الزوجان على أن يتركوا لابنهم حرية اختيار دينه عندما يبلغ العمر المناسب. واختار جون أن يُعمد في الكنيسة الأسقفية، وخدم هناك كمحاضر لثماني سنوات.
التحق روزنبرغ بمدرسة نوريستاون الثانوية في ولاية بنسلفانيا، حيث حصل على جائزة التفوق في اللغة الإنجليزية في عامه الأول. تخرج في يونيو 1953 مع زوجته المستقبلية باتريشيا فراي. عمل روزنبرغ في العديد من وكلات السيارات مثل فورد ثم لينكولن ميركوري وأخيراً شيفروليه، أمضى فترة قصيرة في بيع وتسويق المعدات الصناعية وحقق نجاحاً كبيراً في هذا المجال، تزوج روزنبرغ من فراي في 26 سبتمبر 1953، وأنجب الزوجان أربعة أطفال. وغيَّر جون روزنبرغ اسمه إلى ورنر هانز إرهارد عام 1960، واختار اسمه الجديد من بعض المقالات التي قرأها في مجلة إسكوير عن وزير الاقتصاد في ألمانيا الغربية لودفيج إرهارد، وعن عالم الفيزياء الشهير فيرنر هايزنبرغ.

## العمل

### التأثيرات
كان تعليم إرهارد ذاتياً إلى حدٍّ كبير، تأثر إرهارد وعمل بشكل وثيق مع عدد من الأكاديميين والفلاسفة والمفكرين والفنانين. خلال فترة وجوده في سانت لويس قرأ كتابين كان لهما تأثير ملحوظ عليه: الفكر ونمو الثروة لنابليون هيل (1937)، وعلم التحكم بالنفس لماكسويل مالتز (1960). تعرف إرهارد إلى أبراهام ماسلو وكارل روجرز وكلاهما من الشخصيات الرئيسية في مجال علم التنمية البشرية، بدأ إرهارد يركز اهتمامه أكثر على تطوير شخصيته وتحقيق الشهرة بدلاً من السعي وراء الربح المادي فقط، وبدأ يحضر بعد انتقاله إلى سوساليتو الندوات التي يقوم بها آلان واتس، أصبح إرهارد بعد ذلك صديقاً حميماً لواتس.
حضر إرهارد دورة ديل كارنيجي للخطابة في عام 1967، وقد أعجب فيها لدرجة أنه طلب من جميع موظفيه حضور الدورة، وبدأ التفكير في تطوير دورة خاصة به. شارك إرهارد بمجموعة واسعة من النشاطات والندوات وورشات العمل المختلفة في السنوات التالية.

### مركز دورات التدريب 1971 – 1984
بدأ مركز إرهارد للتدريب يقدم ابتداءً من عام 1971 ندوات وورشات عمل مُركزة حول التطوير الشخصي والمهني، كان هدف البرنامج الأولي للمشروع هو تغيير طريقة عيش الشخص ونظرته للحياة، واعتمد على أسلوب ترك الحرية للمشاركين في اختيار الطريقة المناسبة لزيادة فعاليتهم ونوعية حياتهم.
استمر المركز في تقديم الندوات وورشات العمل حتى عام 1984، وبحلول ذلك الوقت  كان أكثر من 700 ألف شخص قد أكملوا تدريبهم. وصف الفيلسوف والمؤرخ الأمريكي جوناثان مورينو هذه الورشات التدريبية بأنها «أهم حدث ثقافي في تلك الفترة». لقد طالب إرهارد المشاركين بأن يكونوا ويعيشوا على طبيعتهم بدلاً من لعب أدوار مفروضة عليهم جراء تبعات الماضي، ونصحهم بالانتقال إلى ما وراء وجهات نظرهم الحالية إلى منظور يمكنهم من خلاله صياغة مواقفهم الخاصة.
عقدت أول دورة تدريبية في سان فرانسيسكو - كاليفورنيا في أكتوبر 1971. وكان إرهارد يقود جميع الدورات التدريبية المبكرة بنفسه، ولكن بحلول منتصف سبعينيات القرن العشرين كان قد جهز عشرة مدربين آخرين (أطباء ومحامين ورجال أعمال وسيدات) على القيام بذلك. وافتتح 384 فرعاً للمؤسسة في لوس أنجلوس وأسبين وهونولولو ونيويورك والعديد من المدن الأخرى. حظيت المؤسسة بتأييد كبير من قبل المشاهير وذوي النفوذ مثل: رجل الأعمال وارن بينيس، الفيلسوف والتر كوفمان، الناشط الاجتماعي جيري روبن، رجل الأعمال ديفيد جيفن، المؤلفة أريانا هافينجتون، الفنانة والناشطة يوكو أونو، المغني جون دنفر والممثلة فاليري هاربر.

### مؤسسة ورنر إرهارد 1973 - 1991
أصبح مركز التدريب في أوائل سبعينيات القرن العشرين مؤسسة ورنر إرهارد، والتي كانت تهدف لتوفير الدعم المالي والتنظيمي للأفراد والجماعات المنخرطة في مساعٍ خيرية وتعليمية كالبحث العلمي والتواصل والمساعي العلمية في مجالات التطوير الذاتي والاجتماعي والسعي لتحقيق رفاه الإنسان. دعمت المؤسسة أيضاً العديد من المشاريع التي أطلقها أشخاص ملتزمون بأعمال مفيدة للبشرية، مثل مشروع مكافحة الجوع ومؤسسة التطوير وبرنامج الشباب المعرض للخطر، كما نظمت عروضاً وندوات قدمها علماء وناشطون عالميون مثل الدالاي لاما، واستضافت مؤتمراً سنوياً في الفيزياء النظرية وهو العلم الذي كان إرهارد يهتم به بشكل خاص. هدف هذا المؤتمر السنوي لمنح علماء الفيزياء فرصة للنقاش مع زملائهم حول ما كانوا يطورونه قبل نشره، وحضره علماء فيزياء كبار مثل ريتشارد فاينمان وستيفن هوكينج وليونارد سوسكيند. كتب ساسكيند لاحقاً: «قابلت هوكينج وجيرارد هوفت في منزل ورنر إرهارد في سان فرانسيسكو، كان إرهارد من المعجبين بسيدني كولمان، وقد تتلمذ على أيدي ديك فينمان وديفيد فينكلشتاين، وكان ذكياً للغاية».

### محاضراته الأكاديمية
ألقى إرهارد الكثير من المحاضرات في جامعات ومنظمات مختلفة في جميع أنحاء العالم، مثل جامعة كامبريدج وأكسفورد وهارفارد ومعهد ماساتشوستس للتكنولوجيا، كتبت مجلة هارفارد بيزنس: «نحن مدينون للعديد من الفلاسفة والعلماء والمفكرين الذين استفسروا عن طبيعة الوجود، وخاصة ورنر إرهارد». حصل إرهارد على جائزة جمعية مورغان ستانلي لعام 2009 عن التميز في الاقتصاد المالي.

## تأثيره
ذكرت مقالة في الفاينانشيال تايمز عام 2012: «إن تأثير إرهارد يمتد إلى ما يتجاوز المليوني شخص الذين أتموا دوراته، ولا يوجد كتاب تنمية بشرية أو برنامج تدريب إداري لا يستعير أو يستخدم بعض مبادئه». اعترف عالم الاجتماع والأستاذ إيرل بابي بالفوائد التي حققها من عمله مع ورنر إرهارد، إذ يقول بابي: «أريد أن أشكر ورنر إرهارد على كل القيمة التي اكتسبتها من ارتباطي به، خصوصاً ما انعكس منها على كتبي». تحدث أشخاص آخرون كبول فايرمان المدير التنفيذي السابق لشركة ريبوك، والناشط وارن بينيس، والخبير الاقتصاد مايكل سي جينسن بشكل إيجابي عن تأثير إرهارد على أدائهم الشخصي. قال عالم الاجتماع دانييل يانكلوفيتش حول الدراسة واسعة النطاق التي أجراها عن المشاركين في دورات إرهارد التدريبية: «لقد فاجأتني العديد من نتائج الدراسة، لا سيما العدد الكبير من المشاركين في الدورات الذين قالوا إنها كانت من أكثر التجارب قيمة وأهمية في حياتهم».
تأثر الكثير من العلماء بورنر إرهارد مثل رئيس جمعية العلاجات السلوكية المعرفية ستيفن هايز، والباحث والمؤلف باتري مادين، وأستاذ الرياضيات ومؤلف كتاب الهندسة الإقليدية وغير الإقليدية جاي غرينبرغ، وأستاذ الهندسة ومؤسس معهد هاسو بلانتر للتصميم برنارد روث.

## وصلات خارجية
- الموقع الرسمي
- صفحة المؤلف ورنر إرهارد على شبكة بحوث العلوم الاجتماعية (SSRN) (بالإنجليزية)